# Козіна Ася Юріївна
Козіна (Чуприна) Ася Юріївна (5 травня 1984 року) — українська художниця, скульптор, дизайнер, педагог. Працює в унікальні авторській техніці паперової скульптури та паперового рельєфу. 
Перша персональна виставка, відбулася у Черкаському обласному художньому музеї наприкінці 2007 року. Вона складалась з 22 паперових скульптур виконаних у авторській техніці на тему історичних костюмів Європи.
Живе і працює у місті Черкаси.

## Головні роки творчості
- 1999 — закінчила Черкаську дитячу школу мистецтв
- 2001 — міжнародний симпозіум творчої молоді (Франція)
- 2004 — закінчила Канівське училище культури і мистецтв
- 2003 — викладач Черкаської дитячої школи мистецтв
- 1994 — бере активну участь у обласних та шкільних виставках
- 2004—2010 — студентка Черкаського Національного університету ім. Б. Хмельницького, магістр.
- 2005 — постійно бере участь у студентських виставках
- 2006 — член молодіжного художнього об'єднання «Пензлі»
- 2007 — перша персональна виставка «Захоплення білим».
- 2008 — переможець конкурсу «Молодіжний лідер Черкащини — 2008» в номінації «Відкриття року в галузі культури і мистецтв»
- 2008 — голова обласної громадської організації «Світовид»
- 2009 — організація та проведення першого обласного конкурсу для талановитих дітей та молоді «Таланти твої, Черкащин0»
- 2009 — проведення майстер-класів, участь у виставках
- 2009 — стипендіат стипендіальної програми фонду В. Пінчука «Завтра. UA»
- 2009 — участь у Всеукраїнському молодіжному мистецькому пленері «Мальовнича Україна» [2]
- 2009 — участь в організації та створенні приватної художньої студії «Глорія», викладач.
- 2010 — лауреат Міжнародного конкурсу «Ukrainian Art Week».
- 2010 — проведення серії майстер-класів в рамках видавничого форуму «Медвін»
- 2010 — організація та проведення другого обласного конкурсу для талановитих дітей та молоді «Таланти твої, Черкащино»

## Виставки
- 2007 — перша персональна виставка «Захоплення білим».
- 2008 — виставка в рамках II Міжнародного гончарного фестивалю в Опішні.
- 2009 — участь у виставках «Королівство ляльок»[3] та «Еволюція ялинкових прикрас»[4] Державного музею іграшки м. Київ
- 2009 — серія виставок у ТРЦ «Екватор» м. Черкаси[5][6]. та м. Рівне[7]

## Публікації
- Гонца А. Ю. Технологія створення моделі в історичному костюмі // Методичний посібник до предмету за вибором «Паперова пластика». — Черкаси, 2008. — 21 с. з іл.
- Гонца А. Ю. Предмет за вибором «Паперова пластика». // Програма для художньої школи, художнього відділення початкового спеціалізованого мистецького навчального закладу (школи естетичного виховання) 6-го класу третього року навчання паперопластики 1 семестр. — Черкаси, 2008. — 20 с. з іл.

- Готується до друку монографія «Мистецтво паперової пластики»[8] та інші видання, які побачать світ у 2010 році: